# Sigmactenus werneri
Sigmactenus werneri är en loppart som beskrevs av Hamilton Paul Traub 1950. Sigmactenus werneri ingår i släktet Sigmactenus och familjen smågnagarloppor. Inga underarter finns listade i Catalogue of Life.